# Lycodonomorphus obscuriventris
Lycodonomorphus obscuriventris (заплавна водяна змія) — вид змій родини Lamprophiidae. Мешкає в Південній Африці.

## Поширення і екологія
Заплавні водяні змії мешкають на півдні Малаві, в Мозамбіку, на сході Зімбабве, на північному сході Південно-Африканської Республіки та в Есватіні. Вони живуть в низинних болотах та в заплавах річок у савані.